# 나사우

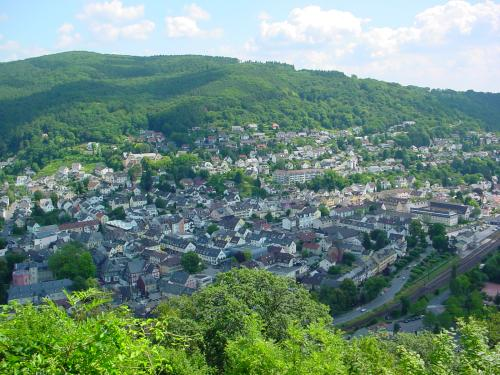
나사우

나사우(Nassau)는 독일 라인란트팔츠주의 도시로, 인구는 4,665명이다.